# Cattedrale del Buon Pastore (Singapore)
La cattedrale del Buon Pastore (in cinese: 善牧主教座堂) è la chiesa cattedrale dell'arcidiocesi di Singapore ed è la più antica chiesa cattolica di Singapore.

## Storia
La costruzione del primo luogo di culto cattolico a Singapore ebbe inizio nel 1832: attraverso una sottoscrizione pubblica venne realizzata una cappella ultimata nel 1833 nell'area ora occupata dal Singapore Art Museum. Già alla fine degli anni '30 la cappella era diventata troppo piccola e cedette il posto ad una scuola, preferendo costruire un nuovo luogo di culto altrove.
Nel 1840 ebbe inizio la raccolta di fondi per l'edificazione della nuova chiesa, realizzata con il contributo economico di Maria Amalia di Borbone-Due Sicilie e dell'arcivescovo di Manila. Il 18 giugno 1843 la prima pietra per la chiesa è stata benedetta dal vescovo Jean-Paul-Hilaire-Michel Courvezy, al tempo vicario apostolico di Malacca. Il 6 giugno 1847, la chiesa fu consacrata ed inaugurata da Padre Jean-Marie Beurel.
Nel 1888 la chiesa fu elevata al rango di cattedrale, anche se la cerimonia di consacrazione è stata effettuata solo il 14 febbraio 1897. All'interno della cattedrale è sepolto San Laurent Imbert, alla cui memoria è legata la dedicazione della chiesa al Buon Pastore.
Durante la seconda guerra mondiale, la cattedrale è stata utilizzata come un ospedale di emergenza.
La cattedrale del Buon Pastore infine è stata dichiarata monumento nazionale il 6 luglio 1973.